# Psychoda zigzagensis
Psychoda zigzagensis är en tvåvingeart som beskrevs av Rosario 1936. Psychoda zigzagensis ingår i släktet Psychoda och familjen fjärilsmyggor.
Artens utbredningsområde är Filippinerna. Inga underarter finns listade i Catalogue of Life.